# Parque nacional de Kolovesi

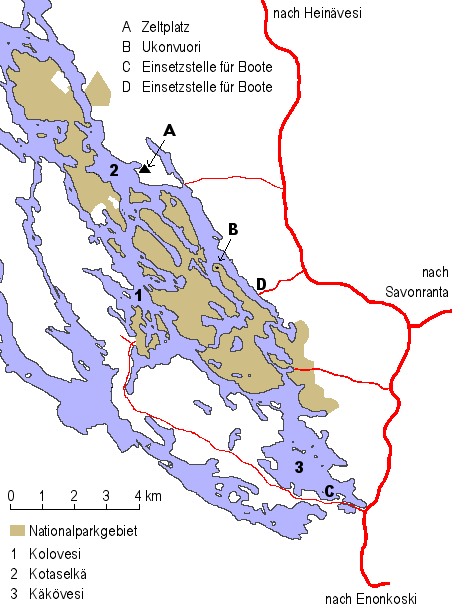
Mapa del parque nacional de Kolovesi

El parque nacional de Kolovesi (en finés: Koloveden kansallispuisto) es un parque nacional en la región de Savonia del Sur en Finlandia. Fue establecido en 1990 y cubre 23 km², en el lago Saimaa. Protege, entre otros, el hábitat de la foca anillada de Saimaa, en peligro crítico de extinción.

## Características
El parque está formado principalmente por las islas de Vaajasalo y Mäntysalo, en el lago Saimaa (4377 km²), además de varias islas pequeñas e islotes rocosos y una parte en la orilla del lago. Las islas forman estrechas bahías rodeadas por acantilados, todo ello esculpido por el hielo continental, que formó los profundos lagos y los roquedos. El punto más profundo alcanza los 47 metros.
Se han descubierto pinturas rupestres en la zona. Las lanchas a motor están prohibidas, se facilita, en cambio, el kayak, el piragüismo y el remo, y también hay varias rutas de senderismo señalizadas en la zona.

## Fauna y flora
En los roquedos anidan el búho real y el cuervo grande. También se encuentran el zorro común y el tejón. En invierno, pueden verse huellas de lince en la nieve. En el agua, se encuentran la foca anillada de Saimaa y la nutria, aunque es más rara. Las restricciones a la pesca protegen el salvelino y el salmón común.
Los bosques que hay en ls islas no se han utilizado durante décadas, por lo que permanecen en estado natural, con muchos árboles caídos, lo que da lugar a una biodiversidad abundante, con al menos cien especies de políporos, entre ellos, Antrodia infirma, Antrodia primaeva, Antrodia pulvinascens, Dichomitus squalens, Radulodon erikssonii y Skeletocutis stellae. Hay también numerosos insectos, entre ellos los escarabajos Cossonus cylindricus y Neomida haemorrhoidalis. Entre las aves, el mosquitero verdoso, el mosquitero silbador y el papamoscas papirrojo. En los árboles caídos, se encuentran el pico tridáctilo y el torcecuello euroasiático. En los bosques jóvenes, con especies caducas, se encuentra la oropéndola europea.